# STS-114
STS-114 è il codice della missione spaziale svolta dallo Space Shuttle Discovery a partire dal 26 luglio 2005.
I media di tutto il mondo hanno dato molto risalto a questa missione, perché è stata la prima dopo il Disastro del Columbia del 1º febbraio 2003.
Il comandante era una donna, Eileen Collins. Forte della sua esperienza di volo sia in atmosfera sia nello spazio, Eileen è stata in grado di gestire senza problemi e con estrema precisione il difficile atterraggio del Discovery.

## Equipaggio

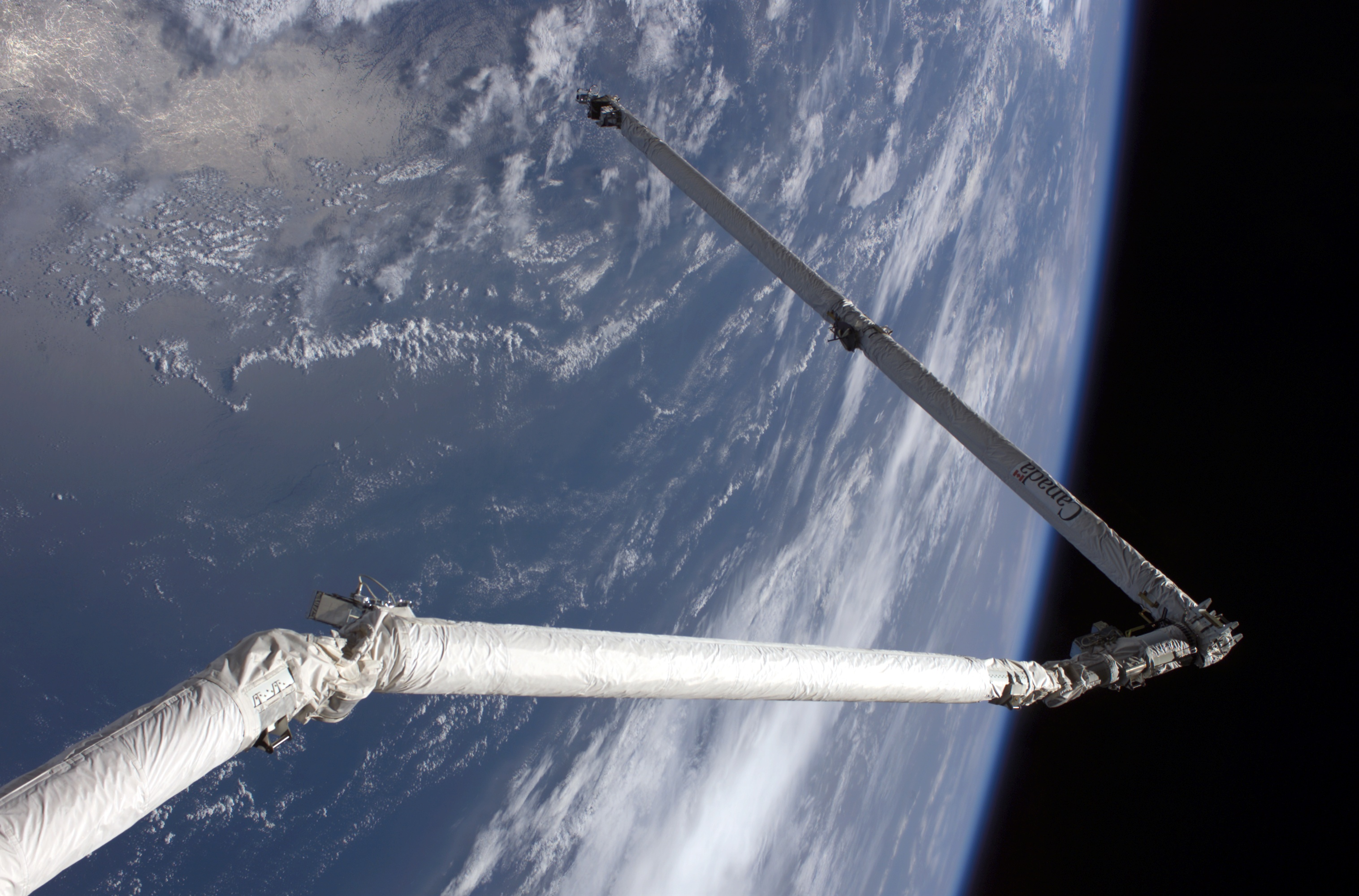
Estensione del braccio meccanico

| Ruolo                   | Equipaggio                        | Equipaggio                        |
| ----------------------- | --------------------------------- | --------------------------------- |
| Comandante              | Eileen Collins, NASA Quarto volo  | Eileen Collins, NASA Quarto volo  |
| Pilota                  | James M. Kelly, NASA Secondo volo | James M. Kelly, NASA Secondo volo |
| Specialista di missione | Soichi Noguchi, JAXA Primo volo   | Soichi Noguchi, JAXA Primo volo   |
| Specialista di missione | Stephen Robinson, NASA Terzo volo | Stephen Robinson, NASA Terzo volo |
| Specialista di missione | Andy Thomas, NASA Quarto volo     | Andy Thomas, NASA Quarto volo     |
| Specialista di missione | Wendy Lawrence, NASA Quarto volo  | Wendy Lawrence, NASA Quarto volo  |
| Specialista di missione | Charles Camarda, NASA Primo volo  | Charles Camarda, NASA Primo volo  |

## Stemma
Lo stemma della missione STS-114 rappresenta il ritorno al volo dello Space Shuttle e onora la memoria dell'equipaggio dello Space Shuttle Columbia che ha perso la vita nella missione STS-107. Lo Space Shuttle, di colore blu, contiene sette stelle della costellazione della Colomba, in commemorazione dei sette astronauti. La scia multicolore dello Shuttle rappresenta l'insieme di sfide poste da questa missione, tra cui il sistema di ispezione dello Space Shuttle e i rifornimenti alla stazione spaziale. Il pianeta Terra, che domina il disegno, rappresenta l'unità e la dedizione di tutte le persone che hanno permesso allo Space Shuttle di tornare a volare in sicurezza. L'orbita di colore azzurro attorno al pianeta rappresenta la Stazione Spaziale Internazionale. Nel nome dell'astronauta Noguchi, il cerchio rosso rappresenta i contributi dell'agenzia spaziale giapponese.

## Missione
La missione STS-114 segnò il ritorno al volo dello Space Shuttle dopo l'incidente del Columbia e fu il secondo volo comandato da una donna (Eileen Collins, comandante anche della missione STS-93). Il volo era stato originalmente assegnato all'Atlantis, ma venne deciso di utilizzare il Discovery dopo la scoperta di un problema al sistema di frenata dell'Atlantis. Il Discovery fu anche il primo Space Shuttle a riprendere il volo dopo l'incidente del Challenger, nella missione STS-26 diciassette anni prima.
La missione comprendeva l'invio di rifornimenti alla Stazione spaziale internazionale, tuttavia lo scopo principale era il test e la valutazione delle nuove tecniche di sicurezza per i voli Shuttle, tra cui nuove procedure di ispezione e di riparazione. L'equipaggio utilizzò il nuovo Orbiter Boom Sensor System (OBSS), un insieme di strumenti collegati ad un braccio di 15 metri pensato per rilevare dei danni al sistema di protezione termico. Le aree controllate furono il naso anteriore, il bordo anteriore delle ali, il compartimento dell'equipaggio e altre regioni indicate dagli ingegneri a terra in base ai video ripresi durante il decollo.
Il volo venne classificato come Logistic Flight 1: oltre ai rifornimenti, venne riparato un giroscopio della stazione spaziale e fu trasportato il Multi-Purpose Logistics Module Raffaello (costruito dall'Agenzia Spaziale Italiana) e la External Stowage Platform-2.

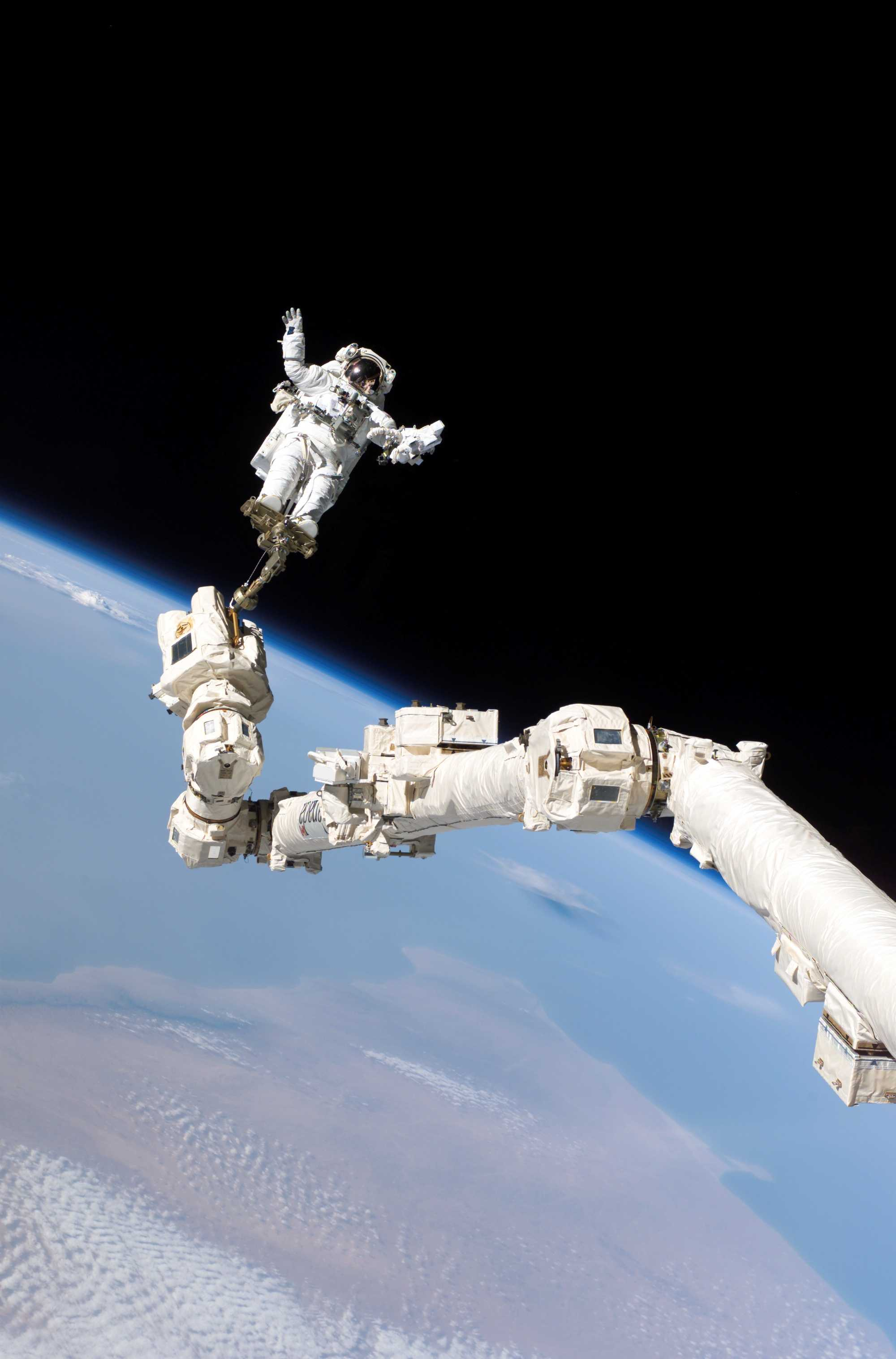
Stephen Robinson durante la terza passeggiata spaziale

L'equipaggio effettuò tre passeggiate spaziali, la prima delle quali dimostrò le tecniche di riparazione dello scudo termico, la successiva installò il nuovo giroscopio a sostituzione di quello danneggiato. La terza passeggiata incluse l'installazione della External Stowage Platform e una delicata operazione sullo Shuttle, la prima mai effettuata durante una passeggiata spaziale sull'esterno di un veicolo in volo. Il 1º agosto era stato infatti annunciato che nella parte inferiore dell'Orbiter erano presenti due gap filler sporgenti e che durante la terza passeggiata sarebbero stati ispezionati. Questi due riempimenti che erano fuoriusciti dalla loro sede potevano rappresentare un problema incrementando il surriscaldamento durante il rientro.
Robinson è stato fissato al braccio robotico Canadarm2 per poter arrivare alla parte inferiore dell'orbiter. I gap filler sono stati estratti manualmente con facilità. Durante la stessa giornata l'attenzione della NASA fu rivolta al rivestimento termico situato vicino al finestrino del comandante, ma attraverso test condotti a terra fu dimostrato che non erano presenti problemi per il rientro.
Il 30 luglio venne annunciato che la missione sarebbe stata estesa per un giorno, in modo che l'equipaggio del Discovery potesse aiutare l'equipaggio della stazione spaziale nei compiti di manutenzione. Tra le altre cose lo Shuttle fu utilizzato per far recuperare 1220 metri di altitudine alla Stazione Spaziale, che a causa dell'attrito con gli strati superiori dell'atmosfera perde circa 30 metri al giorno. NASA - Return to Flight Archiviato il 16 maggio 2019 in Internet Archive.
Il rientro atmosferico e l'atterraggio erano stati pianificati per l'8 agosto a Cape Canaveral, ma le condizioni atmosferiche costrinsero a rimandare l'atterraggio il giorno seguente nella base Edwards Air Force Base in California, dove il Discovery toccò terra alle 12:11 UTC.

## Anomalie al decollo

Video del detrito che vola via dal serbatoio esterno

Circa 2,5 secondi dopo il decollo, un grande volatile colpì la parte superiore del serbatoio esterno. La NASA non considerò l'evento pericoloso per la missione, sia perché non venne colpito l'orbiter sia per la bassa velocità a cui si stava muovendo lo Shuttle.
Un piccolo frammento di circa 38 mm venne scagliata via da una mattonella termica sul bordo dello sportello del carrello di atterraggio anteriore qualche momento prima della separazione dei Solid Rocket Booster. Nella posizione della mattonella apparve una piccola area bianca corrispondente al frammento mancante e fu possibile vedere il frammento in un frame del video che venne scaricato il terzo giorno e analizzato dagli ingegneri. Essi richiesero che l'area venisse ispezionata con l'OBSS.
È attualmente sconosciuto se e quale oggetto possa aver colpito la mattonella per staccare il pezzo.
Circa 127,1 secondi dopo il decollo e 5,3 secondi dopo la separazione dei Solid Rocket Booster un grosso detrito si staccò dalla parte del serbatoio esterno detta Protuberance Air Load (vedere l'animazione a lato). Si pensa che il detrito misurasse 922 x 279 x 170 mm e pesasse circa 0,45 kg, circa la metà di quello che causò la perdita del Columbia  Archiviato il 29 novembre 2021 in Internet Archive.. Il detrito non colpì alcuna parte dell'orbiter. Dopo la separazione del serbatoio furono riprese delle immagini che mostrarono diverse zone in cui il rivestimento era mancante.

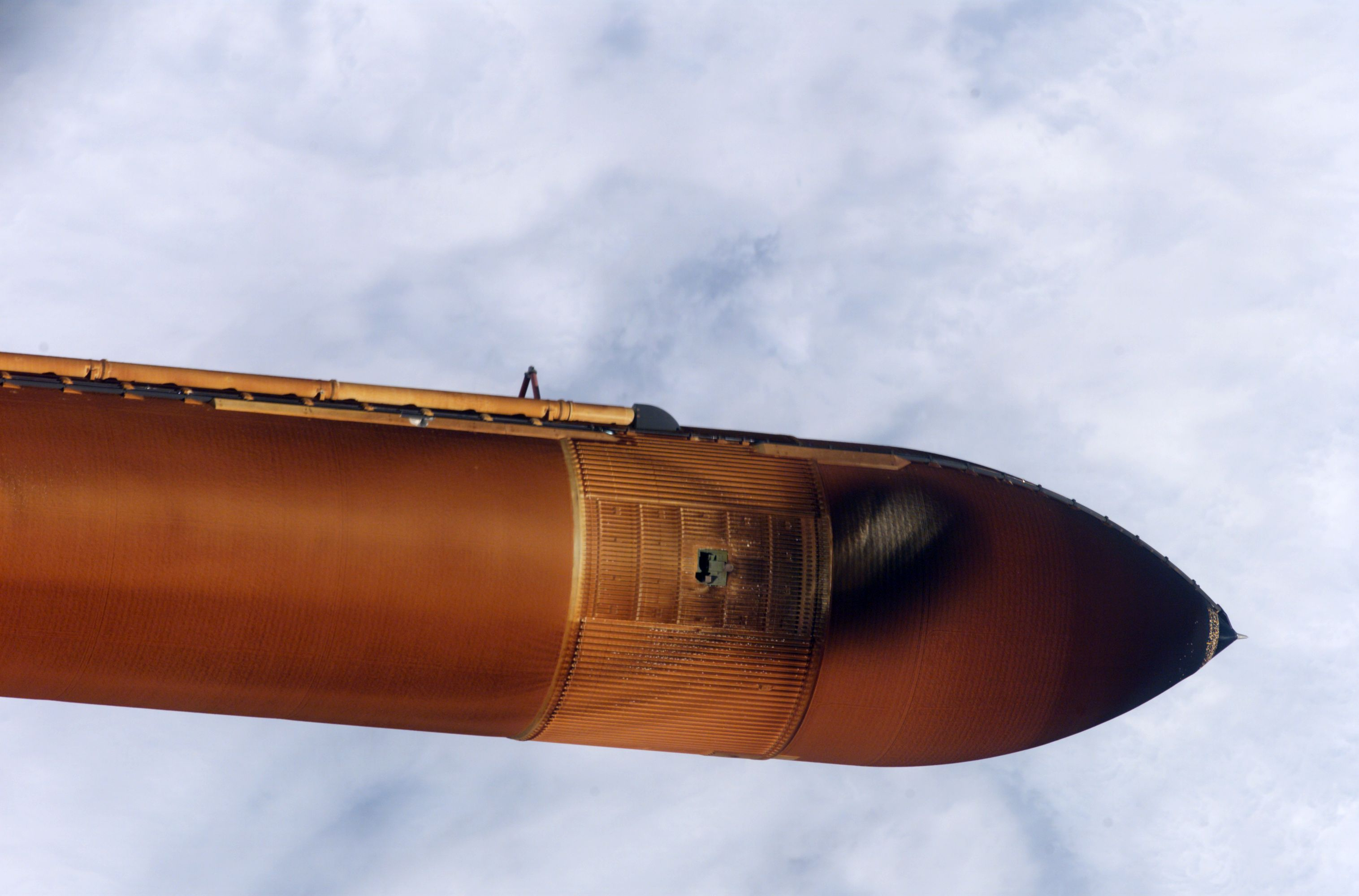
Immagine ripresa dall'equipaggio del Discovery del serbatoio esterno dopo che era stato espulso. Nell'immagine, la schiuma del rivestimento sul serbatoio è indicata da un punto chiaro vicino al bordo superiore del serbatoio, appena sotto la linea di alimentazione dell'ossigeno liquido

Dopo 20 secondi, un piccolo pezzo di schiuma si separò dal serbatoio esterno e colpì apparentemente l'ala destra dell'orbiter. In base alla massa del detrito e la velocità con cui avrebbe dovuto colpire l'ala, venne calcolato che esercitò solo un decimo dell'energia richiesta per provocare dei potenziali danni. La scansione con il laser e le immagini riprese attraverso l'OBSS non rivelarono alcun problema.
Il 27 luglio, NASA annunciò che tutti i lanci dello Shuttle sarebbero stati rimandati fino a quando non si fossero risolti i problemi con la perdita del rivestimento. L'amministratore della NASA, Michael Douglas Griffin affermò che il prossimo Shuttle sarebbe stato lanciato non prima del 22 settembre, ma solo "se la prossima settimana i ragazzi avranno successo nell'individuare perché è caduto questo grosso pezzo". Ad agosto divenne chiaro che la data di settembre non era fattibile, e il prossimo lancio sarebbe stato nel marzo 2006. A causa dell'uragano Katrina, che colpì la costa del golfo, il lancio successivo sarebbe stato ulteriormente rimandato: la distruzione della Michoud Assembly Facility della Lockeed Corporation e l'inondazione causata dall'uragano, spostò il lancio della successiva missione STS-121 al 4 luglio 2006.

## Riparazione

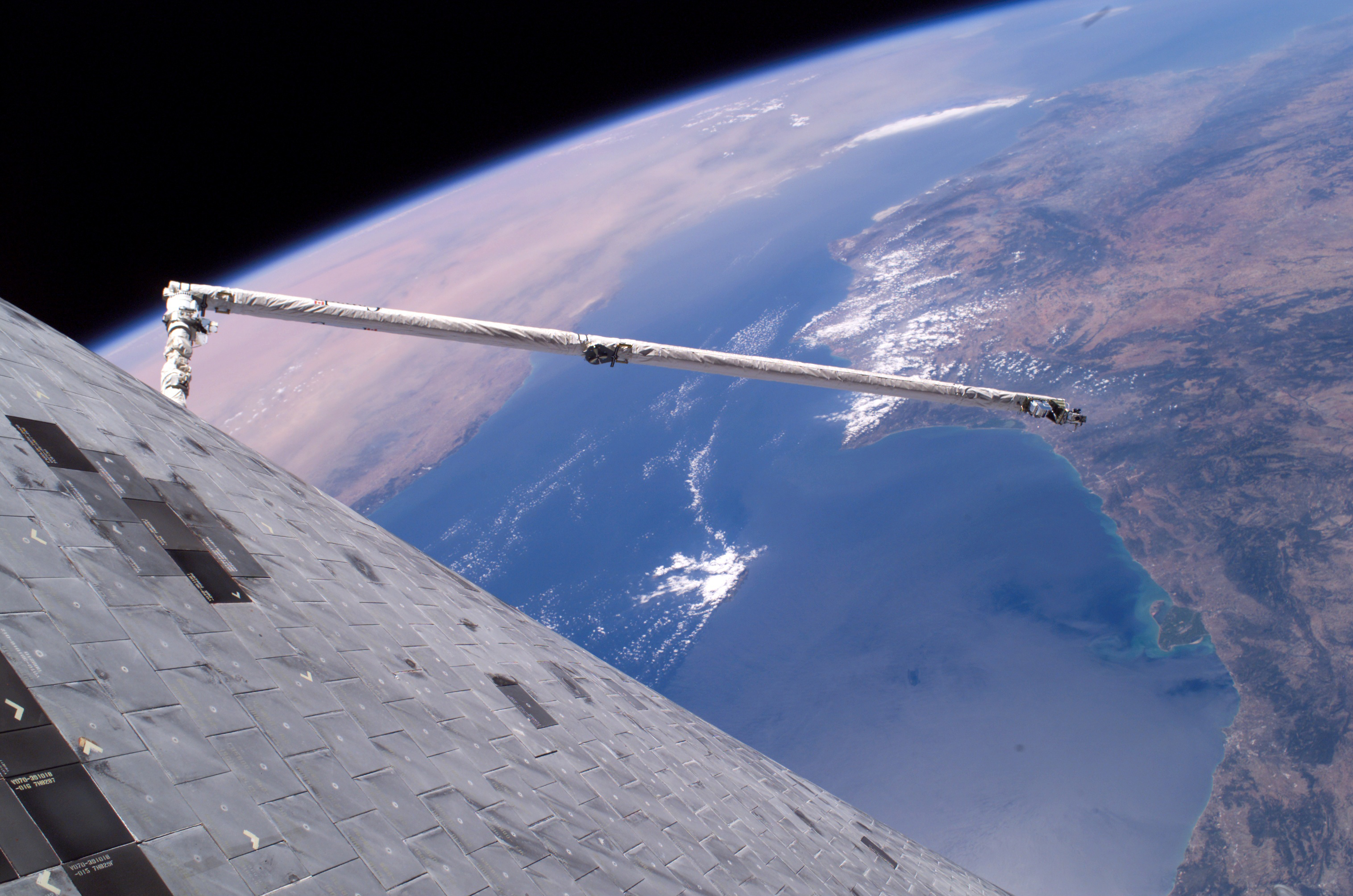
In questa immagine, ripresa durante la terza passeggiata spaziale, viene mostrato l'astronauta Stephen Robinson che viene posizionato attraverso il braccio robotico della stazione sotto allo Shuttle per rimuovere degli inserti (gap filler) che sporgono dallo scudo termico dell'orbiter

Durante la terza passeggiata spaziale della missione, venne risolto il problema in due zone della parte inferiore dello Shuttle dove l'analisi delle immagini rivelò che erano presenti dei gap filler sporgenti. Secondo la NASA i gap filler non erano necessari per il rientro, quindi potevano essere semplicemente rimossi. I dettagli della situazione vennero inviati dalla Terra all'equipaggio, tra cui le procedure per la rimozione dei gap filler. L'equipaggio visionò dei filmati del personale a terra che dimostravano le tecniche da utilizzare. Sia i video che il documento di dodici pagine contenente le procedure sono disponibili sul sito web della NASA  Archiviato il 4 agosto 2020 in Internet Archive..
Durante l'operazione entrambi i gap filler furono estratti manualmente, senza l'ausilio di strumenti. Nel caso non fosse stato possibile estrarli si sarebbe proceduto a tagliarli.

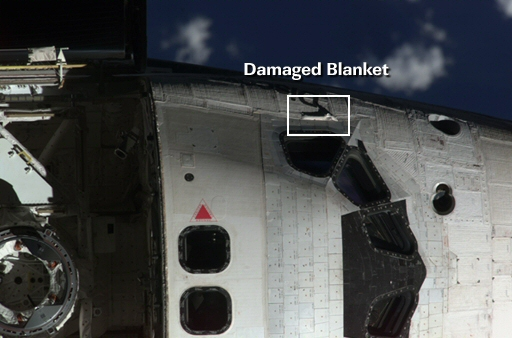
Copertura termica danneggiata

Uno dei due gap filler rimossi serviva per evitare le vibrazioni delle mattonelle durante l'ascesa, durante i boom sonici che avvenivano dal naso dei razzi a combustibile solido e il serbatoio esterno. L'altro era in una posizione dove la distanza tra una mattonella e l'altra era maggiore, e serviva per ridurre questo interstizio.
La decisione di effettuare la riparazione fu presa bilanciando i rischi di un'attività extraVeicolare con quelli che si correvano lasciando i gap filler al loro posto. Si pensa che un tale problema sia stato presente anche nelle precedenti missioni, ma non sia stato osservato in orbita. Vennero effettuate attente considerazioni sul pericolo derivanti dall'uso del braccio robotico per portare un astronauta sotto l'orbiter e l'uso di uno strumento affilato che poteva danneggiare la tuta spaziale o le mattonelle dello scudo termico. Le attività di Robinson vennero monitorate attraverso le camere presenti sul braccio robotico e sull'elmetto della tuta.
Venne valutata un'ulteriore riparazione in orbita, costituita dalla rimozione di una parte di copertura termica danneggiata presente sotto il finestrino del comandante a babordo. I test effettuati nella galleria del vento tuttavia esclusero potenziali pericoli per il rientro, e la quarta passeggiata spaziale venne cancellata.

## Cronologia

### Mercoledì 13 luglio (lancio rinviato)
Alle 12:01 EDT, tra applausi e saluti l'equipaggio entrò nell'Astrovan per procedere verso il pad 39B. Dopo essere stati regolarmente imbarcati a bordo, alle 13:32 venne segnalato un problema con un sensore dell'idrogeno liquido e il direttore di lancio ordinò la cancellazione della partenza. Alle 13:59 l'equipaggio completò l'uscita dallo Shuttle.

### Giovedì 14 luglio (nessun tentativo di lancio)
Venne effettuato un meeting tecnico, seguito da una conferenza stampa. La partenza fu rimandata almeno fino a domenica 17 luglio, e venne confermato che i preparativi dell'Atlantis per la missione successiva (STS-121) non sarebbero stati ritardati dal problema riguardante il sensore del Discovery.

### Martedì 26 luglio (1º giorno, lancio)

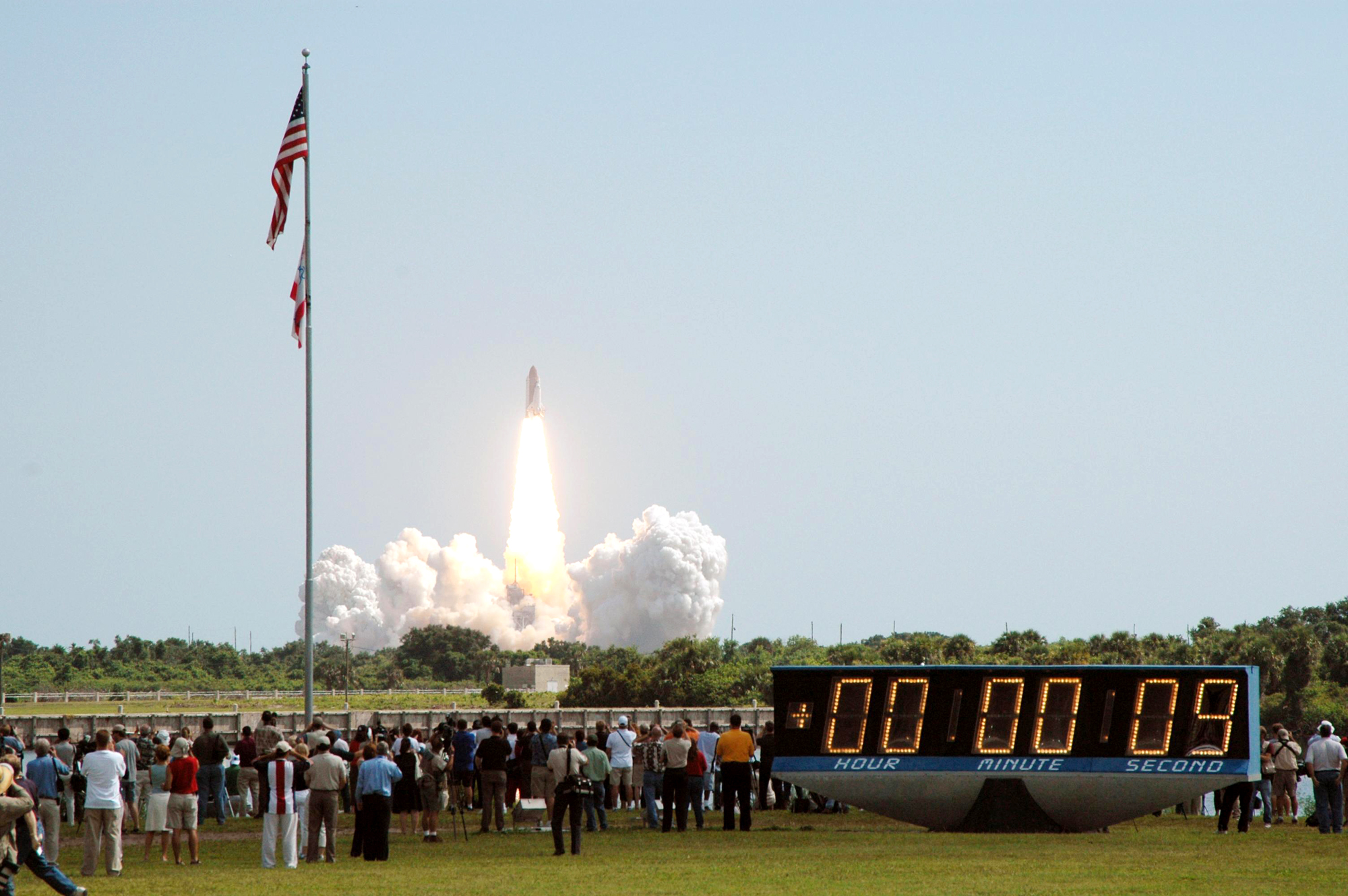
Lancio dello Space Shuttle Discovery

Il lancio del Discovery alle 10:39 segnò il "ritorno al volo" della flotta di Space Shuttle e la ripresa dei lavori di assemblaggio della Stazione Spaziale Internazionale. Per la prima volta, il lancio di uno Shuttle veniva ripreso con un nuovo sistema di telecamere a terra e delle telecamere montate sulla connessione tra Orbiter e serbatoio esterno. La nuova procedura di sicurezza infatti richiedeva che tutti i video e le immagini del lancio fossero analizzate dagli ingegneri a terra per determinare eventuali problemi.

### Mercoledì 27 luglio (2º giorno)
Dopo il risveglio l'equipaggio iniziò le nuove procedure per l'ispezione dello scudo termico dello Shuttle. La nuova tecnica, che venne provata per la prima volta in questa missione, utilizzò il nuovo Orbiter Boom Sensor System (OBSS). Esso consiste in un gruppo di sensori che venne montato a un'estremità del Canadarm dello Space Shuttle. In questo modo, manovrando il braccio robotico poté essere ripreso il rivestimento protettivo del Discovery. I dati raccolti furono inviati al controllo missione per essere analizzati.
Nel frattempo gli ingegneri terminarono le analisi delle immagini riprese il giorno precedente durante il decollo e l'ascesa dello Shuttle. Grazie alla nuova telecamera montata sul serbatoio esterno vennero rilevati dei detriti che sembravano essersi staccate dalla parte inferiore del Discovery. Ulteriori analisi rivelarono che i detriti provenivano invece dal serbatoio esterno, e apparentemente non avevano colpito l'orbiter.
Venne pianificato che il quarto giorno di missione sarebbe stato impiegato per effettuare delle ispezioni accurate con l'OBSS su richiesta degli ingegneri.
Dopo aver terminato le riprese dello scudo termico, l'equipaggio inviò il nuovo materiale a Terra per le analisi.
Mentre lo Shuttle si avvicinava alla stazione, l'equipaggio si preparò per un'altra nuova procedura di sicurezza che venne impiegata per la prima volta durante questa missione e chiamata Rendezvous pitch maneuver.
La Rendez-vous Pitch Maneuver consiste in una rotazione completa dello Shuttle mentre si trova a qualche centinaia di metri dalla stazione spaziale, a una velocità di circa un grado al secondo. Durante la manovre, gli astronauti della stazione spaziale riprendono l'orbiter con telecamere e macchine fotografiche ad alta risoluzione. Questo ulteriore materiale viene successivamente inviato a Terra e si aggiunge alle altre fotografie e video che aiutano i responsabili del controllo missione a determinare accuratamente lo stato dello Shuttle e del suo scudo termico.

### Giovedì 28 luglio (3º giorno)

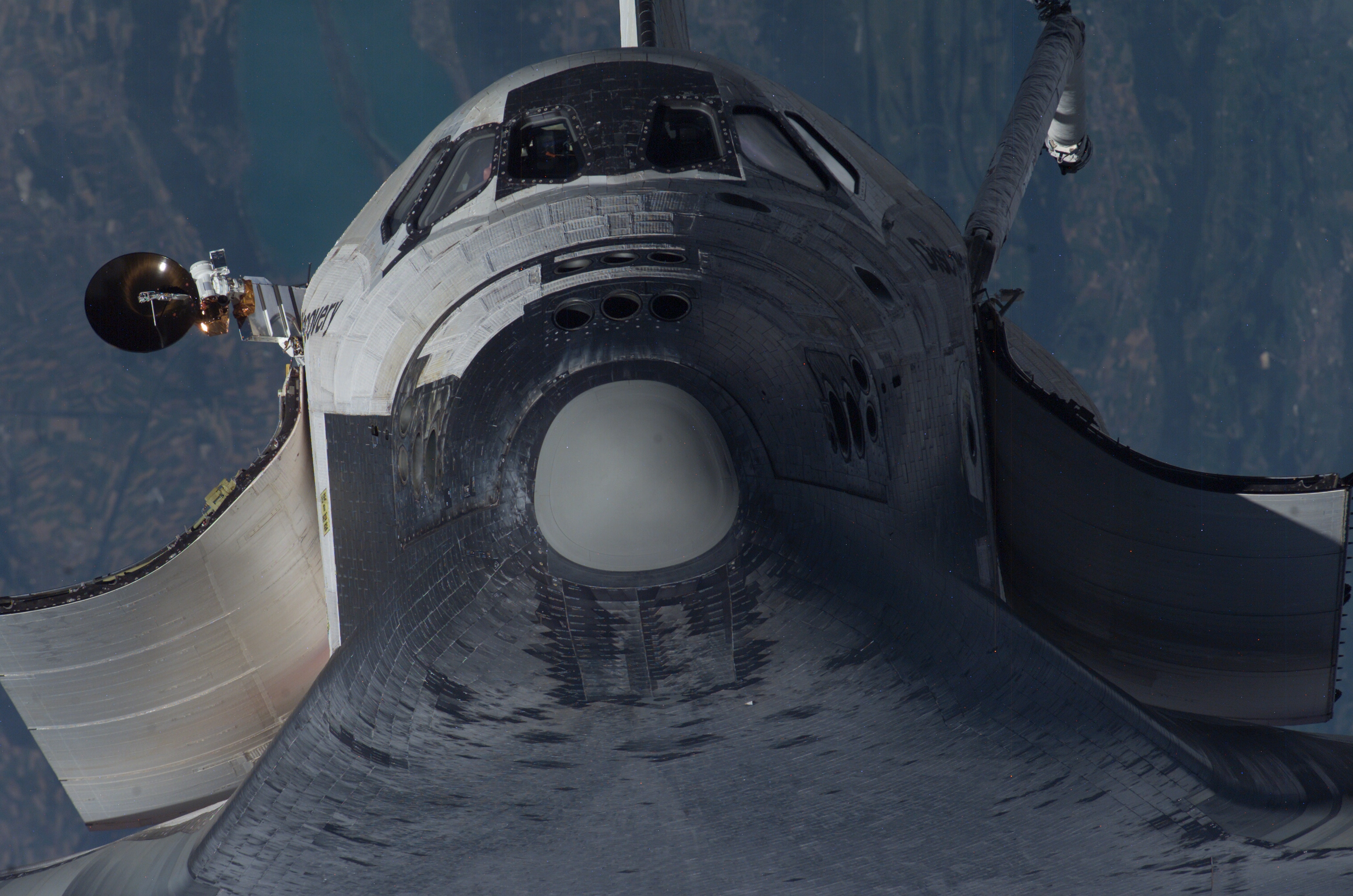
Immagine dello Shuttle ripreso dalla stazione spaziale durante la Rendezvous Pitch Maneuver

La manovra venne ripresa a bordo della stazione dal comandante Sergei Krikalev e da John Phillips e subito dopo, alle 6:18 CDT, il Discovery si agganciò senza problemi alla stazione. Dopo l'apertura dei portelli e i saluti tra i due equipaggi, iniziarono i preparativi per le attività.

### Venerdì 29 luglio (4º giorno)

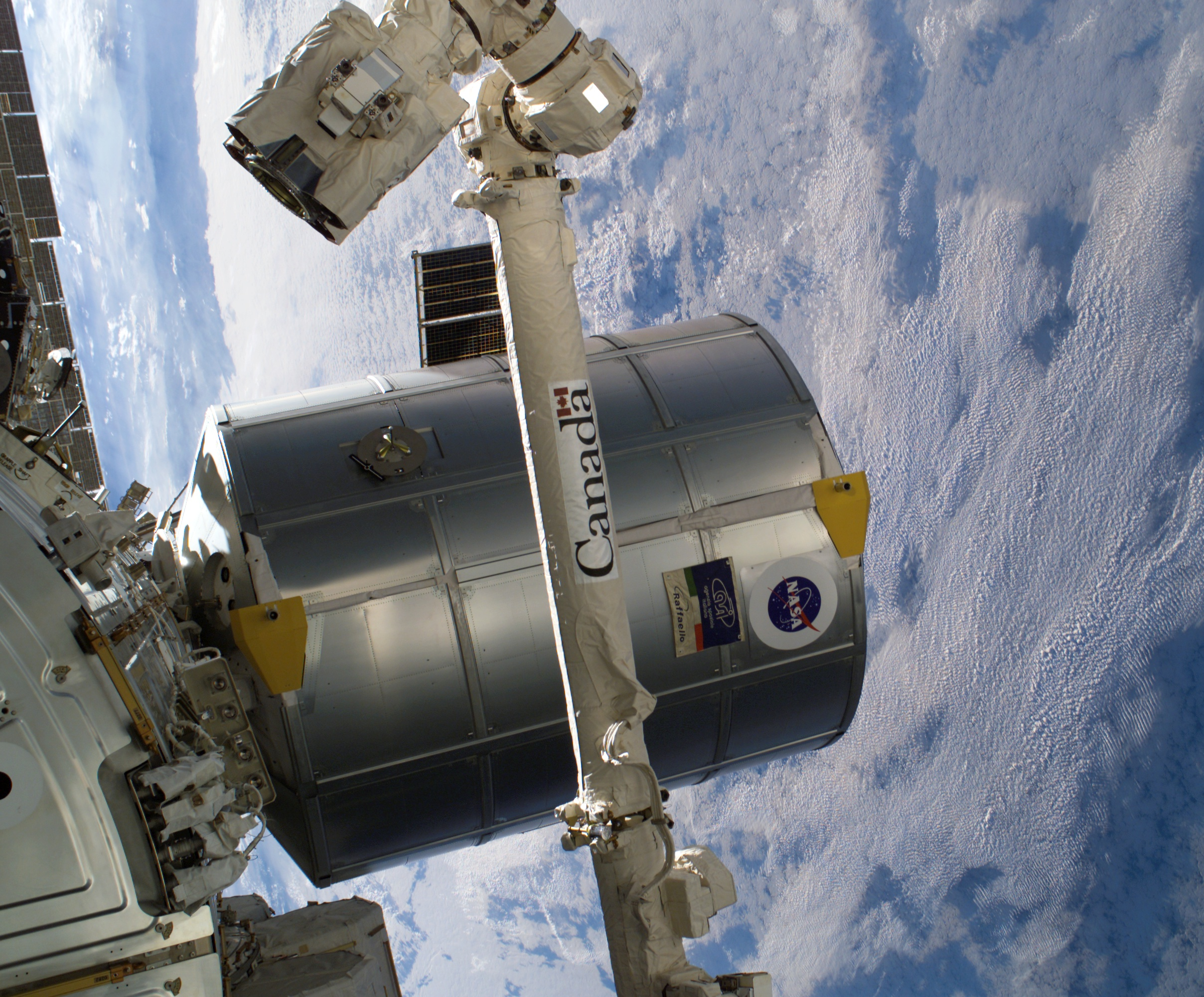
Il modulo Raffaello agganciato alla stazione

I due equipaggi iniziarono le varie operazioni previste dalla missione. Lawrence e Kelly utilizzarono il braccio robotico della stazione per prelevare il Multi-Purpose Logistics Module Raffaello dalla stiva di carico del Discovery e installarlo sulla stazione, agganciandolo al modulo Unity. Camarda e Kelly iniziarono alcune ispezioni aggiuntive dello scudo termico dello Shuttle, anche se dalle analisi delle immagini non vennero rilevate aree danneggiate.
Dopo aver installato l'MPLM, Lawrence e Krikalev iniziarono l'attivazione del nuovo modulo alle 12:49 UTC e vi entrarono alle 14:49 CDT.
Noguchi e Robinson iniziarono i preparativi per la prima passeggiata spaziale che era prevista per il giorno successivo.
Krikalev e Philips spostarono il braccio robotico della stazione che venne spostato sul modulo Destiny e durante la prima passeggiata spaziale venne comandato da Kelly e Lawrence per aiutare gli astronauti a installare l'Attachment Device della External Stowage Platform 2.

### Sabato 30 luglio (5º giorno)

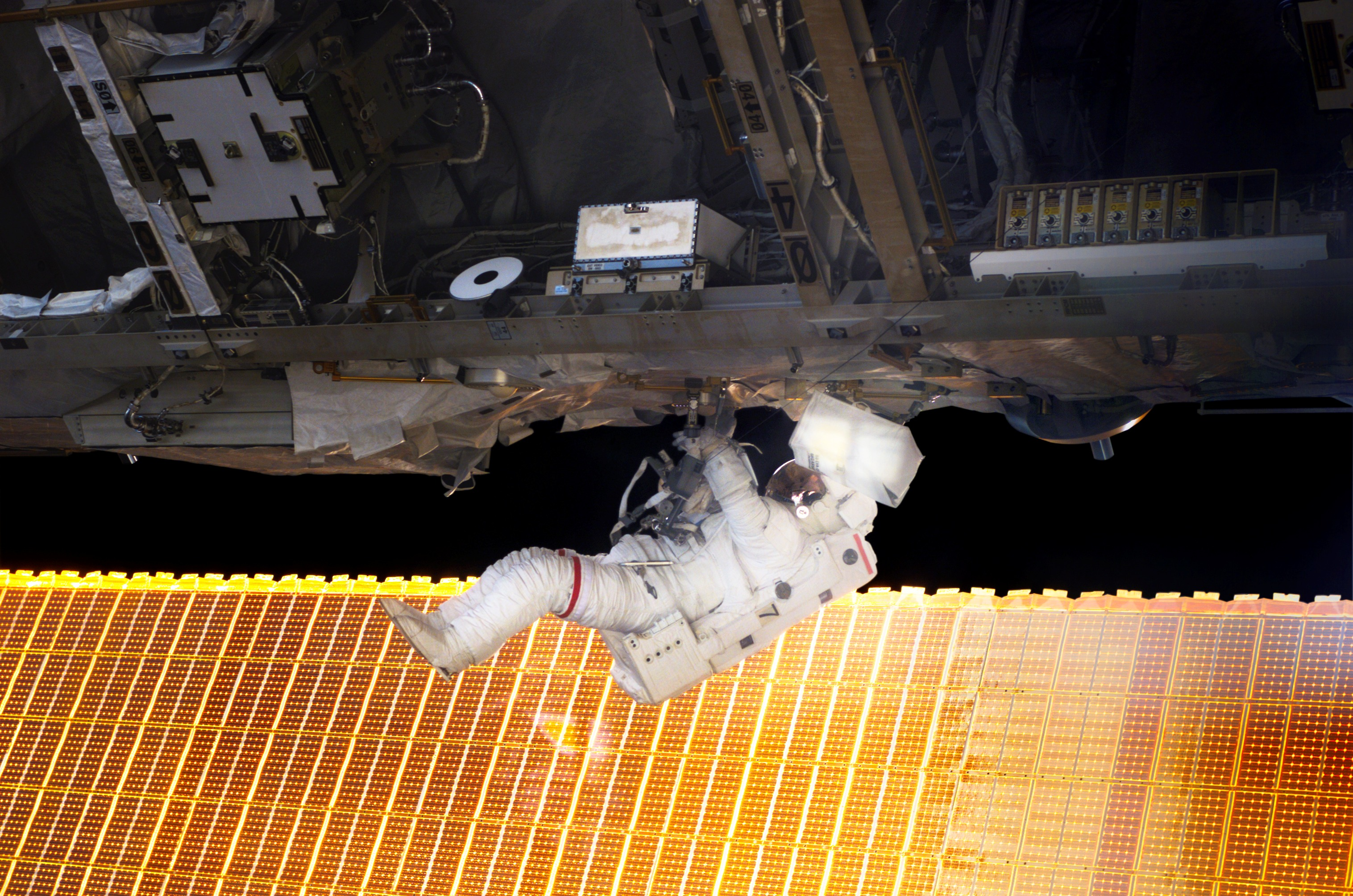
Noguchi durante la prima passeggiata spaziale

Gli ingegneri della NASA comunicarono agli astronauti che le analisi dello scudo termico del Discovery erano state completate ed era in buone condizioni. I responsabili del controllo missione decisero di allungare di un giorno la missione per trascorrere più tempo sulla stazione spaziale.
La prima passeggiata spaziale iniziò alle 09:46. Il primo compito fu il test delle tecniche di riparazione dello scudo termico. Noguchi e Robinson lavorarono nella stiva di carico del Discovery per riparare alcune mattonelle rinforzate carbonio-carbonio che erano state appositamente danneggiate e caricate sullo Shuttle per essere riparate nello spazio con il nuovo materiale NOAX (Non-Oxide Adhesive eXperimental). Aiutato da Thomas, installarono il cablaggio per la Stowage Platform e reinstradarono l'energia della stazione per alimentare il Control Moment Gyroscope 2, che si era spento a marzo in seguito ad un malfunzionamento in un circuito. Poiché il Control Moment Gyroscope 1 era malfunzionante, la stazione spaziale stava funzionando con soli due giroscopi.
Gli astronauti hanno inoltre sostituito un'antenna GPS danneggiata e hanno avuto il tempo per compiere altre attività aggiuntive, come installare due esperimenti ideati per esporre allo spazio alcuni materiali. La passeggiata venne conclusa alle 16:36, dopo 6 ore e 50 minuti.
Kelly e Camarda ripresero alcune fotografie del bordo anteriore delle ali dello Shuttle.

### Domenica 31 luglio (6º giorno)
Gli equipaggi trascorsero la giornata trasferendo vari equipaggiamenti e rifornimenti dallo Shuttle alla stazione e preparandosi per la seconda passeggiata spaziale prevista per il giorno successivo.
In totale vennero trasferiti circa 6 tonnellate di oggetti, tra cui il nuovo Control Moment Gyroscope, dallo Shuttle alla stazione durante l'arco della missione. Circa 3 tonnellate e mezzo di altri oggetti vennero invece trasferiti sullo Shuttle per essere riportati a Terra.
Noguchi, Robinson e Thomas iniziarono i preparativi degli strumenti che utilizzarono per l'installazione del giroscopio nella passeggiata spaziale.
I responsabili al controllo missione comunicarono la presenza di due gap filler sullo scudo termico dello Shuttle che erano sporgenti. Essi sono degli spessori che sono posizionati tra due mattonelle rinforzate carbonio-carbonio per permettere l'espansione a causa delle variazioni termiche. Se fuoriescono dalla loro sede possono costituire un possibile pericolo poiché interrompono e disturbano i flussi di aria surriscaldata durante il rientro e possono comportare delle concentrazioni di calore anomale nello scudo termico.

### Lunedì 1º agosto (7º giorno)
I responsabili della missione autorizzarono la rimozione di due gap filler sporgenti durante la terza passeggiata spaziale di mercoledì. La seconda passeggiata spaziale iniziò alle 3:42 e Noguchi e Robinson iniziarono a spostarsi sul segmento Z1 della stazione dove sono alloggiati i 4 giroscopi della stazione. Noguchi si agganciò alla piattaforma presente all'estremità del Canadarm2, comandato da Kelly e Lawrence.
Supervisionato da Thomas, gli astronauti sostituirono il giroscopio 1 e Noguchi lo stivò sul Discovery. In seguito prelevò il nuovo giroscopio e lo trasportò nel suo alloggiamento. Assieme all'attivazione dell'altro giroscopio durante la precedente attività extraveicolare, la stazione tornò con tutti i giroscopi in funzione.
Collins e Camarda, assieme a Krikalev e Philips trasferirono i rifornimenti a bordo del modulo Raffaello sulla stazione. Una volta vuotato, venne riempito con gli oggetti che dovevano essere portati a Terra.

### Martedì 2 agosto (8º giorno)
Gli astronauti del Discovery si prepararono alla terza passeggiata spaziale, in particolare Noguchi e Robinson passarono un'ora assieme a Thomas, Lawrence e Kelly per rivedere le procedure. Alle 12:40 Lawrence e Kelly sganciarono l'External Stowage Platform 2 dalla stiva di carico del Discovery attraverso il Canadarm2 e per essere installata sulla stazione tramite il dispositivo di aggancio che era stato montato da Noguchi e Robinson durante la prima passeggiata spaziale.
In tarda giornata gli equipaggi ricevettero una telefonata dal Presidente degli Stati Uniti George W. Bush che si congratulò e ringraziò gli astronauti per i rischi che si erano assunti nel proseguimento del programma spaziale e fece gli auguri per il resto della missione.

### Mercoledì 3 agosto (9º giorno)

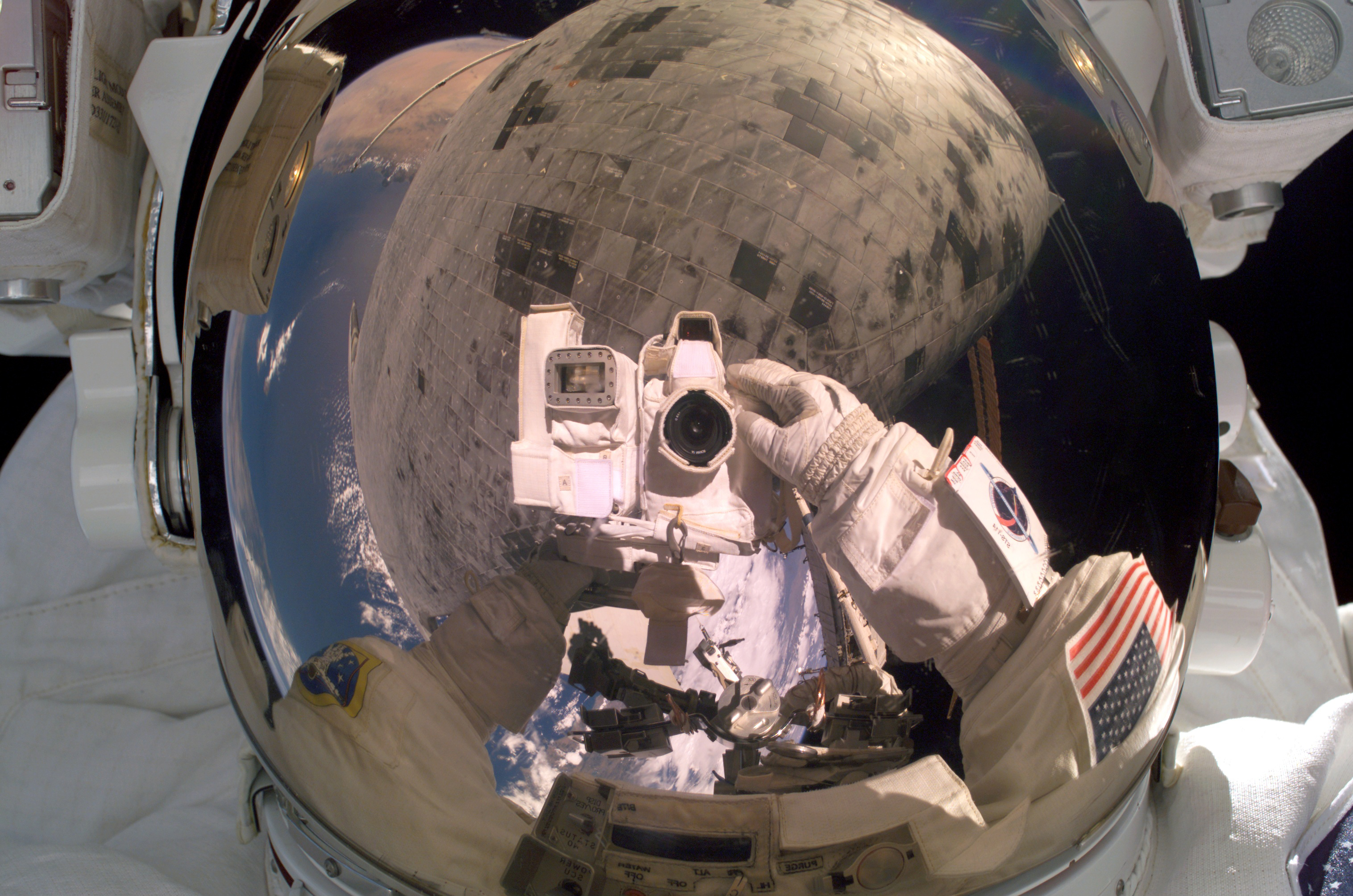
L'astronauta Stephen Robinson ha ripreso questa immagine girando la camera verso se stesso durante il lavoro di riparazione sotto al Discovery il 3 agosto. Lo scudo termico, da dove sono stati rimossi i gap filler, è visibile nel riflesso della visiera.

La terza passeggiata spaziale iniziò alle 8:48. Kelly e Lawrence manovrarono l'External Stowage Platform 2 con il braccio robotico della stazione, che era stata rimossa il giorno precedente dalla stiva di carico del Discovery, e la spostarono nella sua posizione definitiva. Robinson e Noguchi la agganciarono alla stazione. In seguito, Lawrence e Kelly riposizionarono il braccio robotico collegando l'estremità libera al Mobile Base System e disconnettendo l'altra estremità dal laboratorio Destiny e portandola dove era necessaria per le attività extraveicolari.
Noguchi installò il Materials International Space Station Experiment-5 (MISSE-5) e si spostò in seguito per assistere Robinson nelle attività. Quest'ultimo si agganciò a un'estremità del braccio robotico della stazione per rimuovere i gap filler che sporgevano. L'operazione venne conclusa con successo e le parti sporgenti vennero semplicemente "tirate via" da Robinson, che commentò: "Sembra che il grande paziente sia stato curato".

### Giovedì 4 agosto (10º giorno)
Dopo un'intensa giornata di attività l'equipaggio trascorse un giorno relativamente leggero, dove vennero effettuate varie interviste con i media, tra cui un collegamento con il primo ministro giapponese Junichiro Koizumi e il ministro dell'educazione, cultura sport, scienza e tecnologia Nariaki Nakayama.
Robinson, Camarda e Noguchi hanno proseguito nel trasferimento dei rifornimenti, aiutati da Philips e Krikalev.
Alle 12:04 entrambi gli equipaggi hanno tenuto una cerimonia in memoria dell'equipaggio della missione STS-107, che morirono nel incidente al Columbia avvenuto nel 2003. John Philips disse: "All'equipaggio del Columbia, come a quello del Challenger, dell'Apollo 1, della Sojuz 1 e Sojuz 11, e a quelli che hanno coraggiosamente dato così tanto, noi offriamo i nostri ringraziamenti duraturi".
Kelly e Lawrence collegarono il braccio della stazione al modulo Raffaello, in previsione dello spostamento nella stiva di carico dello Shuttle.

### Venerdì 5 agosto (11º giorno)
L'equipaggio del Discovery si preparò per lo sgancio dalla stazione, completando i trasferimenti e l'inserimento del braccio robotico, dell'OBSS e del modulo Raffaello nella stiva di carico. Il modulo è stato spostato alle 11:34 con l'ausilio del braccio robotico della stazione e posizionato nella stiva di carico. Dopo le operazioni, Lawrence si è congratulato con il personale di Terra per il successo dell'Orbiter Boom Sensor System e dei bracci robotici.

### Sabato 6 agosto (12º giorno)
Gli equipaggi hanno tenuto la tradizionale cerimonia di commiato alle 04:36 e alle 05:14 si sono chiusi i portelli tra la stazione e lo Shuttle. Lo Shuttle si staccò dalla stazione alle 07:24 e alla distanza di un centinaio di metri, Kelly iniziò un lento fly-around. In seguito Kelly eseguì la prima delle due accensione dei propulsori per la definitiva separazione dalla stazione e iniziare il suo viaggio verso la Terra. L'intero equipaggio si riposò prima di andare a dormire.

### Domenica 7 agosto (13º giorno)
Il comandante Collins, assieme al pilota Kelly e lo specialista di missione Robinson completarono i controlli dei sistemi di volo dell'Orbiter e il test del control reaction system. Nel frattempo gli altri astronauti terminarono di stivare i vari equipaggiamenti utilizzati durante la missione. L'equipaggio si radunò sul ponte di volo per partecipare ad alcune interviste. A bordo della stazione Philips e Krikalev ritornarono alle attività di routine della stazione spaziale.
Le opportunità di rientro erano al Kennedy Space Center con un'accensione per l'uscita dall'orbita alle 7:40 di lunedì e l'atterraggio alle 8:47. Nel caso la prima possibilità non fosse stata possibile, la seconda opportunità era prevista alle 9:15 con atterraggio alle 10:22.

### Lunedì 8 agosto (14º giorno, atterraggio rinviato)
Le condizioni atmosferiche impedirono il rientro al Kennedy Space Center, e i responsabili spostarono l'atterraggio a martedì, con le seguenti opportunità per la base White Sands: alle 8:01 (atterraggio alle 9:07), alle 9:33 (atterraggio alle 10:39), alle 11:09 (atterraggio alle 7:13). Per il Kennedy Space Center alle 9:37 (atterraggio alle 10:43) e per la base Ewards alle 11:06 (atterraggio 12:12) e alle 12:44 (atterraggio alle 13:47).

### Martedì 9 agosto (15º giorno, atterraggio)

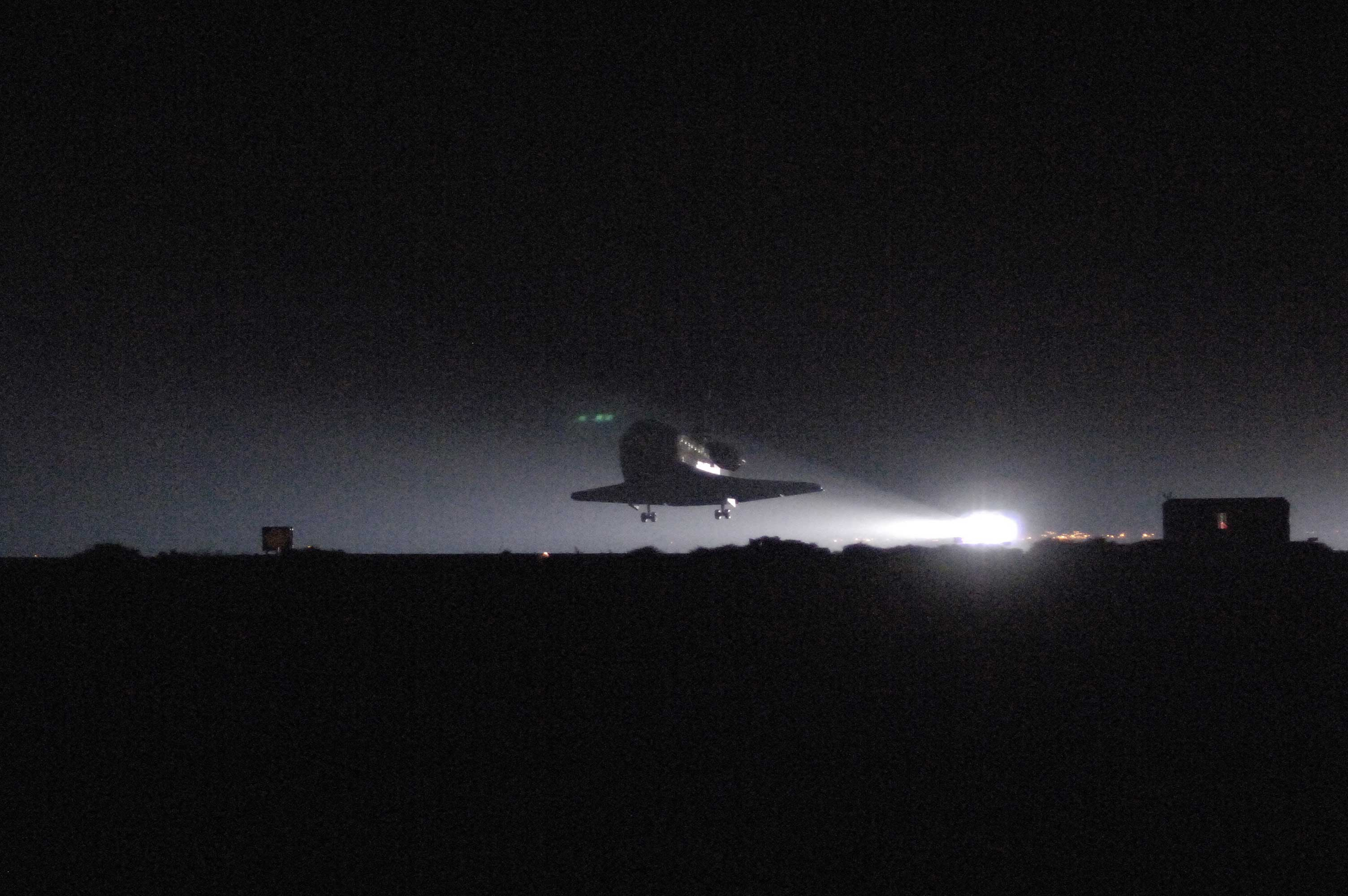
Atterraggio del Discovery

Il controllo missione annullò entrambe le opportunità di rientro al Kennedy Space Center a causa del maltempo. Il rientro del Discovery venne spostato all'Edward Air Force Base. A parte l'atterraggio della missione STS-111 il 19 giugno 2002, la precedente missione che atterrò in questa località era la STS-48 il 18 settembre 1991.
Alle 07:06 lo Shuttle iniziò l'accensione per de-orbitare, completandola dopo 2 minuti e 42 secondi. Alle 08:11 EDT, il Discovery toccò terra sulla pista 22 dell'Edward Air Force Base. L'equipaggio lasciò il veicolo alle 10:13 EDT.

### Attività extraveicolari
|      | Astronauta                      | Inizio          | Fine  | Durata           | Missione                                                               |
| ---- | ------------------------------- | --------------- | ----- | ---------------- | ---------------------------------------------------------------------- |
| EVA1 | Stephen Robinson Soichi Noguchi | 30 luglio 09:46 | 16:36 | 6 ore, 50 minuti | Test delle tecniche di riparazione dello scudo termico dello Shuttle   |
| EVA2 | Robinson Noguchi                | 1º agosto 08:42 | 15:56 | 7 ore, 14 minuti | Sostituzione giroscopio della stazione spaziale                        |
| EVA3 | Robinson Noguchi                | 3 agosto 8:48   | 14:49 | 6 ore, 1 minuto  | Installazione della External Stowage Platform 2, rimozione gap fillers |

## Risveglio
Come è tradizione NASA del tempo delle missioni Gemini, l'equipaggio dell'STS-114 è stato svegliato da un pezzo musicale all'inizio di ogni giornata nello spazio. La tracce suonate sono:
- Giorno 2: "I Got You Babe", Sonny and Cher, dal film "Groundhog Day" MP3 Archiviato il 3 luglio 2007 in Internet Archive.
- Giorno 3: "What A Wonderful World", Louis Armstrong MP3 Archiviato il 3 luglio 2007 in Internet Archive.
- Giorno 4: "Vertigo", U2 MP3 Archiviato il 3 luglio 2007 in Internet Archive.
- Giorno 5: "Sanpo", dalla Japanese School di Houston MP3 Archiviato il 3 luglio 2007 in Internet Archive.
- Giorno 6: "I'm Goin' Up", Claire Lynch MP3 Archiviato il 3 luglio 2007 in Internet Archive.
- Giorno 7: "Walk of Life", Dire Straits MP3 Archiviato il 3 luglio 2007 in Internet Archive.
- Giorno 8: "Big Rock Candy Mountain", Harry McClintock 8. Flight Day Archiviato il 3 luglio 2007 in Internet Archive.
- Giorno 9: "Faith of the Heart", Sigla del telefilm Star Trek: Enterprise, Diane Warren cantata da Russell Watson MP3 Archiviato il 6 settembre 2005 in Internet Archive.
- Giorno 10: "Amarillo by Morning", George Strait MP3 Archiviato il 6 settembre 2005 in Internet Archive.
- Giorno 11: "Anchors Aweigh", The United States Navy MP3 Archiviato il 3 luglio 2007 in Internet Archive.
- Giorno 12: "The Air Force Song" MP3 Archiviato il 3 luglio 2007 in Internet Archive.
- Giorno 13: "The One and Only Flower in the World", SMAP MP3 Archiviato il 3 luglio 2007 in Internet Archive.
- Giorno 14: "Come On Eileen", Dexys Midnight Runners MP3 Archiviato il 3 luglio 2007 in Internet Archive.
- Giorno 15: "Good Day Sunshine", The Beatles MP3 Archiviato il 3 luglio 2007 in Internet Archive.

## Missione di riserva
Dalla perdita del Columbia è stato suggerito per le missioni future che sia presente un piano di recupero con un secondo Shuttle pronto al lancio in un breve periodo di tempo. La missione di riserva, chiamata STS-300 prevedeva che l'equipaggio del Discovery della missione STS-114 rimanesse sulla Stazione Spaziale, fino a quando non fosse stato lanciato l'Atlantis con un equipaggio di quattro persone per recuperarli. Il Discovery sarebbe stato guidato con un controllo remoto sull'Oceano Pacifico e l'equipaggio riportato a Terra a bordo dell'Atlantis.
Un'ulteriore opzione era rappresentata dall'uso di navette Soyuz.